# One More Time (chanson de Daft Punk)
Pour les articles homonymes, voir One More Time.
Singles de Daft Punk
Revolution 909
(1998) Aerodynamic
(2001)
Pistes de Discovery
Aerodynamic
(2)
One More Time est un morceau du groupe de musique électronique français  Daft Punk sorti  le 13 novembre 2000. C'est le premier single extrait de l'album Discovery dont il est également la première piste.

## Structure
Dans One More Time, la partie vocale a été écrite et chantée par Romanthony. Sa prestation est traitée par Auto-Tune et compressée. D'après Guy-Manuel de Homem-Christo : « nous trouvions que le côté funky de sa voix allait avec celui de la musique ». À propos des effets, Thomas Bangalter déclare : « Beaucoup de gens se sont plaints de ce que des musiciens utilisent Auto-Tune. Ça me rappelle la fin des années 70 où des musiciens en France tentaient d'interdire les synthétiseurs... Ce qu'ils ne voyaient pas, c'est qu'il était possible d'utiliser ces instruments d'une façon nouvelle plutôt que simplement pour remplacer les instruments d'avant. » Selon Bangalter, Romanthony a apprécié les altérations de sa voix sur le morceau : « Il a fait de nombreuses choses et a toujours essayé d'innover, ce qui est ce que nous aimons faire sur nos disques. Il n'avait jamais vu sa voix traitée comme un instrument de cette façon. »
One More Time contient un sample de More Spell On You d'Eddie Johns, bien qu'il ne soit pas crédité dans les notes de l'album.
One More Time a été pendant 9 ans le générique des NRJ Music Awards, à l'exception de l'édition de 2006 où l'on a choisi Hung Up de Madonna. En 2010, il fut remplacé par I Gotta Feeling des Black Eyed Peas. Il est réutilisé en 2014[source secondaire souhaitée].

## Clip
Le clip de One More Time est un court-métrage d'animation réalisé par Leiji Matsumoto. Il fait figure d'introduction dans le film d'animation Interstella 5555: The Story of the Secret Star System.

## Pistes
1. One More Time (Short Radio Edit) - 3:55
2. One More Time (Radio Edit) - 5:20
3. One More Time (Club Mix) - 8:00

## Performance dans les hit-parades

### Classement hebdomadaire
| Classement (2000–01)                            | Meilleure position |
| ----------------------------------------------- | ------------------ |
| Allemagne (GfK Entertainment)                   | 7                  |
| Australie (ARIA)                                | 10                 |
| Autriche (Ö3 Austria Top 40)                    | 7                  |
| Europe (Hot 100)                                | 1                  |
| Belgique (Flandre Ultratop 50 Singles)          | 6                  |
| Belgique (Wallonie Ultratop 50 Singles)         | 7                  |
| Canada (Digital Songs)                          | 1                  |
| Danemark (Tracklisten)                          | 11                 |
| Écosse (OCC)                                    | 2                  |
| Espagne (PROMUSICAE)                            | 3                  |
| Pays-Bas (Nederlandse Top 40)                   | 11                 |
| Pays-Bas (Single Top 100)                       | 14                 |
| Finlande (Suomen virallinen lista)              | 8                  |
| France (SNEP)                                   | 1                  |
| Irlande (IRMA)                                  | 7                  |
| Italie (FIMI)                                   | 5                  |
| Nouvelle-Zélande (RMNZ)                         | 10                 |
| Portugal (AFP)                                  | 182                |
| Suède (Sverigetopplistan)                       | 26                 |
| Suisse (Schweizer Hitparade)                    | 6                  |
| Royaume-Uni (UK Singles Chart)                  | 2                  |
| Royaume-Uni (UK Dance Chart)                    | 1                  |
| États-Unis (Hot 100)                            | 61                 |
| États-Unis (Pop Airplay)                        | 33                 |
| États-Unis (Dance Club Songs)                   | 1                  |
| États-Unis (Hot Dance Music/Maxi-Singles Sales) | 1                  |
| États-Unis (Radio Songs)                        | 71                 |

## Réception
En 2003, la chanson est classée 307e parmi les 500 plus grandes chansons de tous les temps selon Rolling Stone, 5e et 33e meilleure chanson des années 2000 par, respectivement Pitchfork et Rolling Stone. Elle a également été classée meilleure chanson de Dance de tous les temps, toujours par Rolling Stone.

## Dans la culture populaire
La chanson est utilisée pour générique des NRJ Music Awards.
La chanson apparaît dans l'épisode 18 de la saison 2 de Veronica Mars.
La chanson est reprise par Anthony Ramos pour le film Les Trolls 2 : Tournée mondiale. 
La chanson est entendue lors de certaines épreuves des Jeux olympiques de Paris durant l'été 2024 ; elle est également jouée lors de la cérémonie de clôture des Jeux paralympiques, le 8 septembre.